# Maria Anna von Portugal (1843–1884)

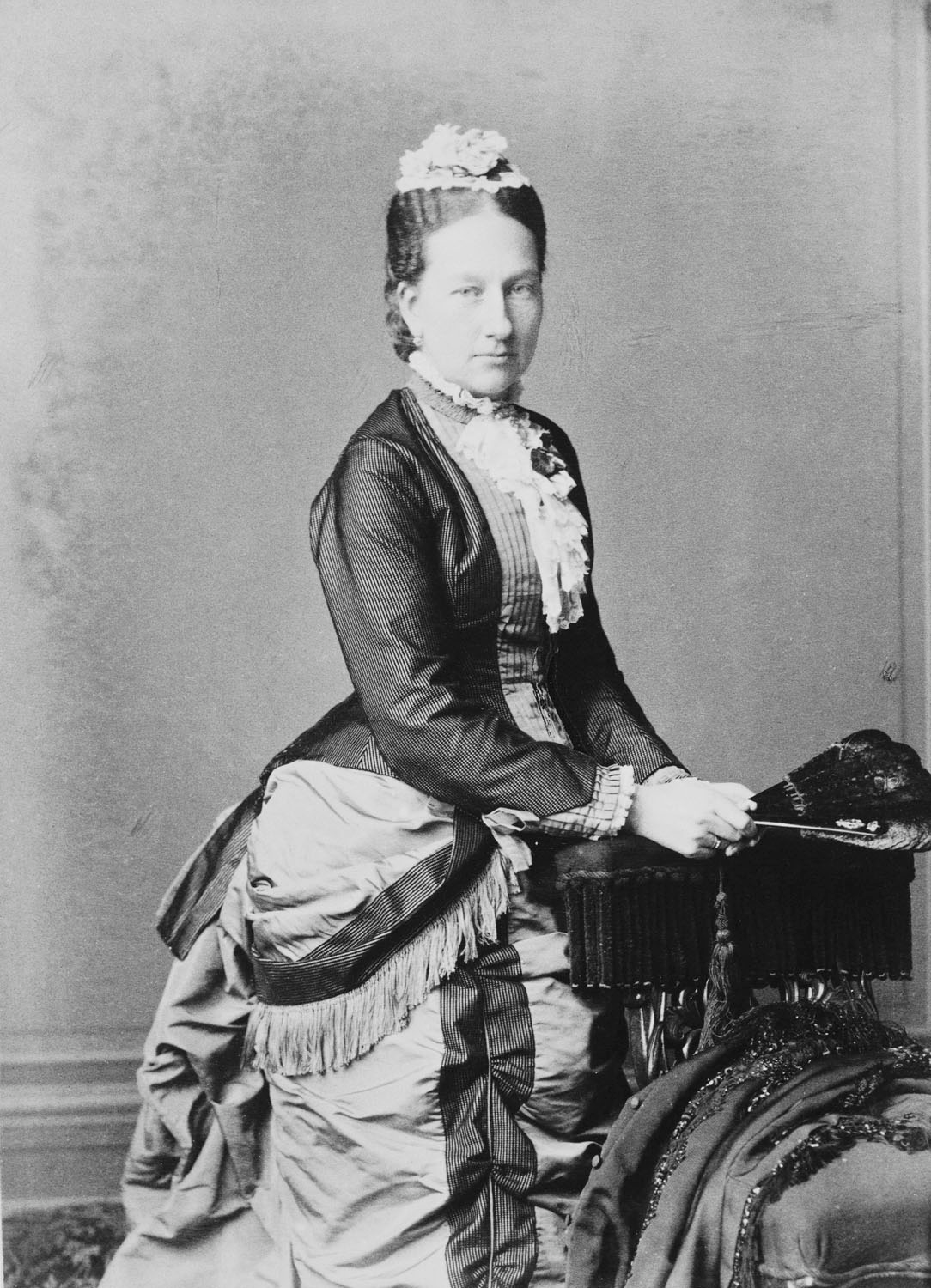
Maria Anna im Jahr 1883

Maria Anna Fernanda Leopoldina Micaela Rafaela Gabriela Carlota Antónia Júlia Vitória Praxedes Francisca de Assis Gonzaga (* 21. Juli 1843 in Lissabon, Portugal; † 5. Februar 1884 in Dresden) war eine Prinzessin von Braganza und Sachsen-Coburg und Gotha sowie Infantin von Portugal.

## Leben
Maria Anna war eine Tochter von Prinz Ferdinand von Sachsen-Coburg-Saalfeld und der Königin Maria II. von Portugal. Nach dem Tod ihrer Mutter 1853, als sie gerade erst 10 Jahre alt war, nahm sie formell die führende Position der weiblichen Mitglieder des Königshauses am portugiesischen Hof ein, bis ihr älterer Bruder, König Peter V., im Mai 1858 die Prinzessin Stephanie von Hohenzollern-Sigmaringen heiratete. Obwohl die Schwägerinnen anfangs ein gutes Verhältnis hatten, erwähnt Peter V. in einem 1859 nach dem Tod Stephanies verfassten, an Prinz Albert von Sachsen-Coburg und Gotha gerichteten Brief, dass seine Schwester Maria Anna wenig schmeichelhafte Bemerkungen über seine Gattin gemacht habe; Ursache hierfür sei ihre aufgrund ihres gesunkenen Ranges verletzte Eitelkeit gewesen.
1858 wurde Infantin Maria Anna als Gemahlin des späteren Königs Georg I. von Sachsen, Sohn von König Johann I. von Sachsen und Prinzessin Amalie Auguste von Bayern, ausgewählt. Ein für März 1858 vorgesehener Aufenthalt Georgs in Paris wurde deshalb um einen Abstecher nach Lissabon verlängert. König Johann meinte damals, dass er gern seine Einwilligung zur Heirat gäbe, wenn Maria Anna seinem Sohn gefiele. Tatsächlich fand die Verlobung der Infantin mit Prinz Georg am 17. April 1858 statt.
Am 11. Mai 1859 heiratete dann Maria Anna ihren Verlobten im Belém-Palast in Lissabon. Königin Stephanie versuchte eine glänzende Hochzeitszeremonie zu organisieren, doch ging die Eheschließung letztlich still über die Bühne und weder in Portugal noch in Sachsen wurde ihr viel Beachtung geschenkt. Die Frischvermählten verbrachten ihre ersten Tage nach ihrer Hochzeit im Belém-Palast. Während ihres kurzen Aufenthalts in Portugal nach ihrer Trauung hinterließ Prinz Georg einen ungünstigen Eindruck  bei der portugiesischen Königsfamilie, da er kaum mit seiner Braut sprach und eine Theateraufführung, zu der er eingeladen worden war, nicht besuchte. Während dieser Aufführung wurde Maria Anna auch weinend gesehen. Am 14. Mai machte sich das Paar auf den Weg nach Sachsen. Maria Anna durfte keine portugiesischen Hofdamen mitnehmen und wurde auf der Reise nur von ihrem Bruder Luís begleitet. Pedro V. beklagte in einem Brief, dass  die Heirat seiner Schwester mit Prinz Georg von Sachsen eher mit viel Pomp als mit Freude vonstattengegangen sei; sie sei zu bedauern, da ihr Gatte keine Sympathien verbreite.
Maria Annas Ehe war laut dem Historiker Eduardo Nobre nicht glücklich. Nobre vertritt die Ansicht, Prinz Georg sei nicht den Erwartungen und Qualitäten der portugiesischen Infantin gerecht geworden. Der Historiker Hendrik Thoß geht hingegen davon aus, dass die Verbindung sehr glücklich war, was u. a.  die acht aus der Ehe hervorgegangenen Kinder bezeugten. Außerdem habe Prinz Georg seiner Gemahlin während des Deutsch-Französischen Kriegs 1870/71 insgesamt 207 Briefe geschrieben.
Maria Anna und Prinz Georg hatten folgende Kinder:
- Marie Johanna Amalie Ferdinande Antonie Luise Juliane (* 19. Juni 1860 in Dresden; † 2. März 1861, ebenda)
- Elisabeth Albertine Karoline Sidonie Ferdinande Leopoldine Antonie Auguste Clementine (* 14. Februar 1862 in Dresden; † 18. Mai 1863, ebenda)
- Mathilde Marie Auguste Viktorie Leopoldine Karoline Luise Franziska Josepha (* 19. März 1863 in Dresden; † 27. März 1933, ebenda)
- Friedrich August III. Johann Ludwig  Karl Gustav Gregor Philipp (* 25. Mai 1865 in Dresden; † 18. Februar 1932 in Sibyllenort)
- Maria Josepha Luise Philippine Elisabeth Pia Angelica Margarethe (* 31. Mai 1867 in Dresden; † 28. Mai 1944 auf Schloss Wildenwart); ⚭ Otto, Erzherzog von Österreich
- Johann Georg Pius Karl Leopold Maria Januarius Anacletus (* 10. Juli 1869 in Dresden; † 24. November 1938 auf Schloss Altshausen)
- Maximilian Wilhelm August Albert Karl Gregor Odo (* 17. November 1870 in Dresden; † 12. Januar 1951 in Freiburg)
- Albert Karl Anton Ludwig Wilhelm Viktor (* 25. Februar 1875 in Dresden; † 16. September 1900 in Wolkau)

1883 wurde Maria Annas jüngster Sohn Albert sehr krank. Maria Anna kümmerte sich monatelang intensiv um ihn, bis er sich erholte, überanstrengte sich dabei aber so sehr, dass sie bereits am 5. Februar 1884 im Alter von 40 Jahren in Dresden an Erschöpfung starb. Ihr Tod trat vor der Thronbesteigung ihres Gatten ein. Sie ist in der Großen Gruft der Katholischen Hofkirche in Dresden beigesetzt. Ihr verwitweter Gatte ging keine weitere Ehe ein.
Die Dresdner Marienallee ist nach ihr benannt.